# Carl Hentzen
Carl Johan Wilhelm Hentzen, född 1 november 1863 i Kolding, död 14 november 1937 i Köpenhamn, var en dansk ingenjör.
Hentzen blev 1885 polyteknisk kandidat inom byggnadsfacket, studerade samma år elektroteknik i England och Tyskland och praktiserade därefter på Danske Statsbanernes verkstäder i Århus. År 1888 anställdes han vid Köpenhamns stenläggnings- och vägväsende men deltog även i ingenjörsarbeten vid Västra gasverket och projekteringen av stadens första elektricitetsverk, huvudstationen i Gothersgade. Då detta fullbordats 1892 blev han underföreståndare, driftföreståndare 1896, överdriftföreståndare för Köpenhamns samtliga elverk 1914, med titeln överingenjör från 1916 till pensioneringen 1929. Han var ledande ingenjör vid byggandet av Västra och Östra elektricitetsverken 1896–1898 och 1898–1902 samt första och andra sektionerna av H.C. Ørsted-verket 1916–1923. Utöver denna verksamhet byggde eller ombyggde han en del anläggningar utanför huvudstaden. Det var till Hentzen den unga, då okända läkaren Niels Ryberg Finsen kom 1895 för att få sin teori om ljusets inverkan på lupus prövad, något som väckte stort intresse hos såväl honom som belysningsdirektör Ib Windfeld-Hansen och andra. Hentzen blev medlem av styrelsen av A/S Københavns Telefonautomater 1898 och av den danska lokalkommittén av den internationella elektrotekniska kommittén 1908. Han var censor i elektroteknik vid polyteknisk examen 1907–1920 och i samma ämne vid maskinistexamen 1905–1920.  Han var medlem av styrelsen för Elektroteknisk forening 1907–1913 och ordförande för Københavns kommunale ingeniørforbund 1912–1916,  medlem av representantskapet i Vereinigung der Elektricitätswerke 1910–1914 (hedersmedlem 1929) och medlem av den danska nationalkommittén för World Power Conference från 1925. Han utgav memoarerna 40 Aar i Københavns Elektricitetsværkers Tjeneste (1933).